# Айола (Вісконсин)
Айола (англ. Iola) — селище (англ. village) в США, в окрузі Вопака штату Вісконсин. Населення — 1249 осіб (2020).

## Географія
Айола розташована за координатами 44°30′35″ пн. ш. 89°7′2″ зх. д. / 44.50972° пн. ш. 89.11722° зх. д. (44.509708, -89.117244).  За даними Бюро перепису населення США в 2010 році селище мало площу 4,76 км², з яких 4,32 км² — суходіл та 0,43 км² — водойми.

## Демографія
Згідно з переписом 2010 року, у селищі мешкала 1301 особа в 590 домогосподарствах у складі 341 родини. Густота населення становила 274 особи/км².  Було 677 помешкань (142/км²).
Расовий склад населення:
| - 98,5 % — білих - 0,3 % — корінних американців - 0,2 % — чорних або афроамериканців - 0,2 % — азіатів |

До двох чи більше рас належало 0,7 %. Частка іспаномовних становила 1,2 % від усіх жителів.
За віковим діапазоном населення розподілялося таким чином: 19,8 % — особи молодші 18 років, 53,6 % — особи у віці 18—64 років, 26,6 % — особи у віці 65 років та старші. Медіана віку мешканця становила 46,8 року. На 100 осіб жіночої статі у селищі припадало 86,1 чоловіків;  на 100 жінок у віці від 18 років та старших — 81,1 чоловіків також старших 18 років.
Середній дохід на одне домашнє господарство  становив 63 217 доларів США (медіана — 44 605), а середній дохід на одну сім'ю — 65 391 долар (медіана — 60 000). Медіана доходів становила 53 269 доларів для чоловіків та 32 875 доларів для жінок. За межею бідності перебувало 14,6 % осіб, у тому числі 18,2 % дітей у віці до 18 років та 11,2 % осіб у віці 65 років та старших.
Цивільне працевлаштоване населення становило 537 осіб. Основні галузі зайнятості: виробництво — 29,4 %, освіта, охорона здоров'я та соціальна допомога — 22,9 %, мистецтво, розваги та відпочинок — 9,5 %, інформація — 6,7 %.